# إرنست فيكتور وولف
إرنست فيكتور وولف (بالإنجليزية: Ernst Victor Wolff)‏ هو عازف بيانو أمريكي، ولد في 1886، وتوفي في 1961 في إيست لانسنغ في الولايات المتحدة.